# Csak a szél
Csak a szél é um filme de drama húngaro de 2012 dirigido e escrito por Benedek Fliegauf. Foi selecionado como representante da Hungria à edição do Oscar 2013, organizada pela Academia de Artes e Ciências Cinematográficas.

## Elenco
- Lajos Sárkány - Rio
- Katalin Toldi - Mari
- Gyöngyi Lendvai - Anna
- György Toldi